# El mal no existe
El mal no existe (en japonés romanizado: Aku wa sonzai shinai) es una película dramática japonesa de 2023 dirigida por Ryūsuke Hamaguchi. El drama se centra en un pueblo cuyos residentes se enfrentan a la construcción de campamentos de lujo, lo que podría conducir a un desequilibrio ecológico.
La cinta fue seleccionada para competir por el León de Oro a la mejor película del 80.º Festival de Cine de Venecia, donde ganó el Gran Premio del Jurado y el Premio FIPRESCI de la Federación Internacional de la Prensa Cinematográfica. Fue premiada como Mejor Película en el Festival de Cine de Londres 2023.

## Trama
Takumi y su hija Hana viven en Mizubiki, un pueblo cercano a Tokio. Como las generaciones anteriores, ambos llevan una vida modesta en armonía con la naturaleza. Un día, los habitantes del pueblo se enteran de que cerca de la casa de Takumi se van a construir campamentos de lujo. Estos van a ofrecer a los habitantes de la ciudad un cómodo "refugio" en la naturaleza.
Cuando dos representantes de la empresa de campamentos de lujo visitan el pueblo y presentan los planes, esto provoca malestar entre los habitantes. Resulta que el proyecto tendrá un impacto negativo en el suministro local de agua. Los planes de la empresa ponen en peligro tanto el equilibrio ecológico de la región como el modo de vida de la población local. Pronto, las consecuencias del proyecto de construcción afectan profundamente a la vida de Takumi.

## Reparto
- Hitoshi Omika como Takumi Yasumura[5]
- Ryo Nishikawa como Hana Yasumura[5]
- Ryuji Kosaka como Takahashi Keisuke[5]
- Ayaka Shibutani como Mayuzumi Yuuko[5]
- Hazuki Kikuchi como Sachi Minemura
- Hiroyuki Miura como Kazuo Minemura
- Yûto Torii como Tatsuki Sakamoto
- Takako Yamamura como Yoshiko Kizaki
- Takuma Nagao como Tomonori Hasegawa
- Yoshinori Miyata como Akira Horiguchi
- Taijirô Tamura como Ippei Suruga

## Producción
Hamaguchi comenzó a trabajar en la película en enero de 2023, con la intención de que fuera un cortometraje de 30 minutos acompañado de una música en vivo compuesta por Eiko Ishibashi, la producción se terminó alargando a medida que avanzaba el rodaje y Hamaguchi decidió convertirlo en un largometraje con diálogos.

## Estreno
Se estrenó en cines en Japón el 26 de abril de 2024, distribuida por Incline.